# Georg Girisch
Georg Girisch (* 20. August 1941 in Speinshart) ist ein deutscher Politiker (CSU).

## Ausbildung und Beruf
Nach dem Besuch der Volksschule absolvierte Girisch von 1956 bis 1958 eine Bäckerlehre. Nach der Prüfung zum Bäckermeister 1961 machte er sich 1962 selbständig.
Georg Girisch ist seit 1963 verheiratet und hat fünf Kinder.

## Partei
Seit 1961 ist Girisch Mitglied der CSU. Von 1970 bis 1998 war er Bundeswahlkreisgeschäftsführer in Weiden. Seit 1991 ist er Geschäftsführer des CSU-Bezirksverbandes Oberpfalz und seit 2001 Vorsitzender des CSU-Kreisverbandes Weiden.

## Abgeordneter
Girisch gehörte von 1978 bis 1994 dem Bezirkstag des Regierungsbezirks Oberpfalz an, dessen Vizepräsident er von 1990 bis 1994 war. Von 1990 bis 1996 war er daneben Mitglied des Stadtrates von Weiden. 
Von 1998 bis 2005 war Girisch Mitglied des Deutschen Bundestages. Er zog stets als direkt gewählter Abgeordneter des Wahlkreises Weiden in den Bundestag ein. Zuletzt erreichte er bei der Bundestagswahl 2002 im Wahlkreis 236 (Weiden) 59,2 % der Erststimmen.